# Agneta Granberg
Agneta Granberg, född 2 juni 1951 i Annedals församling i Göteborg, är en svensk tidigare kommunpolitiker (moderat) i Göteborg. Hon var till och med 2010 kommunalråd och mellan 2007 och 2010 vice ordförande i kretsloppsnämnden för Göteborgs kommun. Hon är ledamot av Västra Götalandsregionens fullmäktige, ordförande i Göteborgs botaniska trädgård och ledamot av Västsvenska turistrådet. Hon var ordförande i Svenskt Vatten under fem år fram till år 2016 och i Bohuskustens Vattenvårdsförbund. Agneta var ledamot i den parlamentariska utredningen Fi 2010:4 Kommunernas demokratiska funktionssätt. Utbildning: Hvitfeldtska gymnasiet 1970, Socialhögskolan, förvaltningslinjen 1974.